# 1912년 미국 대통령 선거
1912년 미국 대통령 선거는 1912년 미국에서 치러진 대통령 선거로, 공화당이 윌리엄 하워드 태프트 대통령과 시어도어 루즈벨트 전 대통령으로 분열되면서, 민주당의 우드로 윌슨 후보가 당선되어 16년만의 정권교체가 이루어졌다.
이 선거는 미국 역사상 민주당이나 공화당(휘그당) 양당이 아닌 제3후보가 가장 많은 득표를 받은 선거(2위)로 꼽힌다. 동시에 사회당 후보가 가장 많은 득표(유진 뎁스, 6%)를 얻은 선거이기도 하다.

## 후보선출

### 공화당
시어도어 루즈벨트 전 대통령의 지지로 대통령이 된 태프트 대통령은, 집권 후 시어도어 루즈벨트 전 대통령의 정책과는 정반대로 환경을 파괴하고 대기업들을 돕는 정책을 폈고, 이는 진보파의 반발을 사 시어도어 루즈벨트 전 대통령의 대선 출마를 불러온다.
태프트 대통령은 대의원의 1/4을 자신을 지지하는 남부 쪽으로 채웠는데, 남북전쟁 이후 압도적으로 민주당만을 지지해 공화당 세가 약하던 남부에 1/4나 되는 대의원을 배정하는 것에 대해 진보파는 반발했고, 시어도어 루즈벨트 전 대통령은 자격증명을 요구하기에 이른다.
그러나 이는 무시당했고, 결국 갈등 끝에 6월 12일, 시어도어 루즈벨트 전 대통령은 경선 사퇴를 선언하고, 태프트 대통령이 대통령 후보로 결정되었다

### 진보당
태프트 행정부의 임기 내내 주류인 보수파와 갈등을 겪던 진보파는 결국 전당대회를 기점으로 탈당, 진보당을 창당하고 시어도어 루즈벨트 전 대통령을 대통령 후보로 추대한다

### 민주당
1912년 6월 25일부터 7월 2일까지 치러졌던 민주당 전당대회는 46차에 걸친 투표 끝에 우드로 윌슨 뉴저지 주지사를 대통령 후보로 선출한다

### 사회당
사회당은 유진 데브스 총재를 대통령 후보로 선출한다

## 선거 결과
| 대통령 후보          | 정당       | 근거지     | 득표수     | 지지율   | 선거인단 득표 |
| -------------------- | ---------- | ---------- | ---------- | -------- | ------------- |
| 우드로 윌슨          | 민주당     | 뉴저지     | 6,296,284  | 41.84%   | 435           |
| 시어도어 루즈벨트    | 진보당     | 뉴욕       | 4,122,721  | 27.4%    | 88            |
| 윌리엄 하워드 태프트 | 공화당     | 오하이오   | 3,486,242  | 23.17%   | 8             |
| 유진 데브스          | 사회당     | 인디애나   | 901,551    | 5.99%    | 0             |
| 유진 샤핀            | 금지당     | 일리노이   | 208,156    | 1.38%    | 0             |
| 아서 라이머          | 사회노동당 | 매사추세츠 | 29,324     | 0.19%    | 0             |
| 계                   | 계         |            | 15,048,834 | 100.00 % | 531           |

| 부통령 후보       | 정당       | 근거지     | 선거인단 득표 |
| ----------------- | ---------- | ---------- | ------------- |
| 토마스 마셜       | 민주당     | 인디애나   | 435           |
| 하이램 존슨       | 진보당     | 캘리포니아 | 88            |
| 니콜라스 버틀러   | 공화당     | 뉴욕       | 8             |
| 에밀 세이델       | 사회당     | 위스콘신   | 0             |
| 에이런 왓킨스     | 금지당     | 오하이오   | 0             |
| 어거스트 길하우스 | 사회노동당 | 뉴욕       | 0             |
| 계                | 계         | 계         | 531           |

## 같이 보기
- 1912년 미국 하원의원 선거
- 1912년 미국 상원의원 선거
- 진보 시대